# Lista de prefeitos de Paraíso do Tocantins
Esta é a lista de prefeitos do município de Paraíso do Tocantins, estado brasileiro do Tocantins.
| #  | Prefeito                                                                    | Imagem                                                    | Partido                                          | Período do governo (duração do governo)                           | Observações                                    |
| -- | --------------------------------------------------------------------------- | --------------------------------------------------------- | ------------------------------------------------ | ----------------------------------------------------------------- | ---------------------------------------------- |
| 1  | Ercíclio Bezerra de Castro                                                  |                                                           | Partido Social Democrático PSD                   | 13 de março de 1964 até 24 de janeiro de 1965                     | Prefeito nomeado pelo governo federal.         |
| 2  | Pedro Cândido de Oliveira                                                   |                                                           | Partido Social Democrático PSD                   | 25 de janeiro de 1965 até 30 de janeiro de 1966                   | Prefeito nomeado pelo governo federal.         |
| 3  | Manoel Lúcio de Carvalho Filho                                              |                                                           | União Democrática Nacional UDN                   | 31 de janeiro de 1966 até 30 de janeiro de 1970                   | Prefeito eleito em sufrágio universal.         |
| 4  | Raimundo José de Moraes, Mundico Moraes                                     |                                                           | Aliança Renovadora Nacional ARENA                | 31 de janeiro de 1970 até 30 de janeiro de 1973                   | Prefeito eleito em sufrágio universal.         |
| 5  | Abrão Pereira de Andrade                                                    |                                                           | Aliança Renovadora Nacional ARENA                | 31 de janeiro de 1973 até 31 de janeiro de 1977                   | Prefeito eleito em sufrágio universal.         |
| 6  | Benedito Pereira Bandeira Sobrinho                                          |                                                           | Movimento Democrático Brasileiro MDB             | 1º de fevereiro de 1977 até 31 de janeiro de 1983                 | Prefeito eleito em sufrágio universal.         |
| 7  | Moisés Nogueira Avelino                                                     |                                                           | Partido do Movimento Democrático Brasileiro PMDB | 1º de fevereiro de 1983 até 30 de agosto de 1988                  | Prefeito eleito em sufrágio universal.         |
| 8  | Alípio Barbosa Neto                                                         |                                                           | Partido do Movimento Democrático Brasileiro PMDB | 31 de agosto de 1988 até 31 de dezembro de 1988 (4 meses e 1 dia) | Vice-prefeito que assumiu restante do mandato. |
| 9  | Arnaud de Souza Bezerra (Pedro Afonso, 21.03.1938–)                         |                                                           | Partido do Movimento Democrático Brasileiro PMDB | 1º de janeiro de 1989 até 31 de dezembro de 1992 (4 anos)         | Prefeito eleito em sufrágio universal.         |
| 10 | Manoel de Jesus Torres                                                      |                                                           | Partido Democrata Cristão PDC                    | 1º de janeiro de 1993 até 31 de dezembro de 1996 (4 anos)         | Prefeito eleito em sufrágio universal.         |
| 11 | Virgínia Constância Pugliesi Avelino                                        |                                                           | Partido do Movimento Democrático Brasileiro PMDB | 1º de janeiro de 1997 até 31 de dezembro de 2000 (4 anos)         | Prefeita eleita em sufrágio universal.         |
| 12 | Hider Alencar (Tupirama, 18.08.1956–)                                       |                                                           | Partido da Social Democracia Brasileira PSDB     | 1º de janeiro de 2001 até 31 de dezembro de 2004 (4 anos)         | Prefeito eleito em sufrágio universal.         |
| 13 | Arnaud de Souza Bezerra (Pedro Afonso, 21.03.1938–)                         |                                                           | Partido do Movimento Democrático Brasileiro PMDB | 1º de janeiro de 2005 até 31 de dezembro de 2008 (4 anos)         | Prefeito eleito em sufrágio universal.         |
| 14 | Sebastião Paulo Tavares, Professor Paulo Tavares (Pirenópolis, 25.04.1944–) |                                                           | Partido da República PR                          | 1º de janeiro de 2009 até 31 de dezembro de 2012 (4 anos)         | Prefeito eleito em sufrágio universal.         |
| 15 | Moisés Nogueira Avelino                                                     |                                                           | Partido do Movimento Democrático Brasileiro PMDB | 1º de janeiro de 2013 até 31 de dezembro de 2016 (4 anos)         | Prefeito eleito em sufrágio universal.         |
| 15 | Moisés Nogueira Avelino                                                     | 1º de janeiro de 2017 até 31 de dezembro de 2020 (4 anos) | Partido do Movimento Democrático Brasileiro PMDB | Prefeito reeleito em sufrágio universal.                          |                                                |
| 16 | Celso Soares Rêgo Morais (Paraíso do Tocantins, 15.09.1986–)                |                                                           | Movimento Democrático Brasileiro MDB             | 1º de janeiro de 2021 até 31 de dezembro de 2024 (4 anos)         | Prefeito eleito em sufrágio universal.         |
| 16 | Celso Soares Rêgo Morais (Paraíso do Tocantins, 15.09.1986–)                | 1º de janeiro de 2025 até Atual (4 anos)                  | Movimento Democrático Brasileiro MDB             | Prefeito reeleito em sufrágio universal.                          |                                                |